# Serula
Serula är en ort i Indien.   Den ligger i distriktet North Goa och delstaten Goa, i den sydvästra delen av landet, 1 500 km söder om huvudstaden New Delhi. Serula ligger 43 meter över havet och antalet invånare är 10 631.
Terrängen runt Serula är platt. Runt Serula är det tätbefolkat, med 982 invånare per kvadratkilometer. Närmaste större samhälle är Panaji, 6,1 km söder om Serula. Trakten runt Serula består till största delen av jordbruksmark.